# 绿春假福王草
绿春假福王草（学名：Paraprenanthes luchunensis）为菊科假福王草属的植物，是中国的特有植物。分布于中国大陆的四川、云南等地，生长于海拔546米至1,200米的地区，常生长在山坡路边，目前尚未由人工引种栽培。